# Apistogramma huascar
Apistogramma huascar är en fiskart som beskrevs av Römer, Pretor och Hahn 2006. Apistogramma huascar ingår i släktet Apistogramma och familjen Cichlidae. Inga underarter finns listade i Catalogue of Life.